# فیزیو (دهانه)
فیزیو یک دهانه برخوردی در ماه‌ است.

## دهانه‌های اقماری
این دهانه ۵ دهانه اقماری دارد.
| Fizeau | عرض جغرافیایی | طول جغرافیایی | قطر          |
| ------ | ------------- | ------------- | ------------ |
| Q      | ۵۹.۸° S       | ۱۳۶.۳° W      | ۲۸.۰ کیلومتر |
| C      | ۵۶.۱° S       | ۱۲۸.۵° W      | ۲۲.۰ کیلومتر |
| S      | ۵۸.۷° S       | ۱۳۹.۹° W      | ۶۲.۰ کیلومتر |
| G      | ۵۹.۲° S       | ۱۲۴.۵° W      | ۵۴.۰ کیلومتر |
| F      | ۵۸.۲° S       | ۱۲۴.۵° W      | ۱۹.۰ کیلومتر |